# Summer Solstice (MTV Unplugged)
Summer Solstice (MTV Unplugged) — концертный альбом норвежской группы a-ha, вышедший 6 октября 2017 года. Запись состоялась в Harbour Hall в студии Ocean Sound Recordings в Йиске, Норвегия 22 и 23 июня 2017 года во время летнего солнцестояния, отчего альбом и получил своё название.

## Список композиций
| №   | Название                                                          | Длительность |
| --- | ----------------------------------------------------------------- | ------------ |
| 1.  | «This Is Our Home»                                                |              |
| 2.  | «Lifelines»                                                       |              |
| 3.  | «I've Been Losing You» (совместно с Lissie)                       |              |
| 4.  | «Analogue (All I Want)»                                           |              |
| 5.  | «The Sun Always Shines on T.V.» (совместно с Ingrid Helene Håvik) |              |
| 6.  | «A Break in the Clouds»                                           |              |
| 7.  | «Foot of the Mountain»                                            |              |
| 8.  | «Stay on These Roads»                                             |              |
| 9.  | «This Alone Is Love»                                              |              |
| 10. | «Over the Treetops»                                               |              |
| 11. | «Forever Not Yours»                                               |              |

| №   | Название                                       | Длительность |
| --- | ---------------------------------------------- | ------------ |
| 1.  | «Sox of the Fox»                               |              |
| 2.  | «Scoundrel Days» (совместно с Ian McCulloch)   |              |
| 3.  | «The Killing Moon» (совместно с Ian McCulloch) |              |
| 4.  | «Summer Moved On» (совместно с Alison Moyet)   |              |
| 5.  | «Memorial Beach»                               |              |
| 6.  | «Living a Boy's Adventure Tale»                |              |
| 7.  | «Manhattan Skyline»                            |              |
| 8.  | «The Living Daylights»                         |              |
| 9.  | «Hunting High and Low»                         |              |
| 10. | «Take On Me»                                   |              |

## Участники
Автором фотографии для обложки стал Just Loomis, фотограф, работающий в стиле файн арт, а дизайн самой обложки выполнил (нем.)Matthias Bäuerle из Season Zero.

## Позиции в чартах
| Страна             | Место |
| ------------------ | ----- |
| Австрия            | 14    |
| Бельгия (Валлония) | 35    |
| Бельгия (Фландрия) | 93    |
| Великобритания     | 98    |
| Германия           | 3     |
| Испания            | 76    |
| Нидерланды         | 98    |
| Норвегия           | 14    |
| Франция            | 100   |
| Швейцария          | 20    |